# Isengard (sastav)
Isengard je bio jednočlani glazbeni projekt norveškog glazbenika Fenriza, najbolje poznatog kao bubnjara black metal-sastava Darkthrone. Ime Isengard preuzeto je iz knjige Gospodar prstenova britanskog književnika J. R. R. Tolkiena te je naziv utvrde čarobnjaka Sarumana. Logotip sastava je pak bio preuzet iz igre uloga bazirane na Gospodaru prstenova pod imenom Middle-earth Role Playing te prikazuje vampiricu Thuringwethil ('Žena tajne sjene'), lik iz Tolkienove knjige Silmarillion.
Fenriz je osnovao Isengard zbog vlastitih glazbenih utjecaja koji nisu biti kompatibilni s Darkthroneom te zbog toga što nije izvorno želio pjevati u Darkthroneu ali je svejedno želio raditi kao pjevač; u projektu je ostvario oba aspekta.

## Glazbeni stil i tekstovi
Većina tekstova inspirirana je nordijskom mitologijom. Isengardova glazbena izdanja međusobno se izrazito razlikuju; iako je prvi demouradak grupe žanrovski blizak death metalu, ostala izdanja spajaju black metal s elementima norveške tradicionalne glazbe. Pjesme sastava sadrže elemente navedenih žanrova ali u njima nisu prisutni tipični duboki vokali, već je vokalni stil sličniji onom prisutnom u žanru viking metala, dok je glazba slična i glazbi Storma, sastava čiji je Fenriz bio jedan od članova. Upitan o Isengardu u intervjuu s Lucemom Ferom u listopadu 2007., Fenriz je izjavio da ne "razumije zašto ga ljudi toliko vole". Komentirao je kako ljudi vole "elemente" koje on sam ne voli, to jest elemente folk metala.

## Diskografija
Studijski albumi
- Høstmørke (1995.)

EP-ovi
- Traditional Doom Cult (2016.)

Kompilacije
- Vinterskugge (1994.)

Demo uradci
- Spectres over Gorgoroth (1989.)